# 赵维绥
赵维绥（1948年11月—2019年6月8日），汉族，中华人民共和国政治人物、第十一届全国政协委员。曾担任中华人民共和国文化部副部长、党组成员。
1983年加入中国共产党，2008年，当选第十一届全国政协委员，代表文化艺术界，分入第二十七组。并担任提案委员会专委。
2019年6月8日，因病逝世，享壽70歲。